# Євразія (мережа ресторанів)

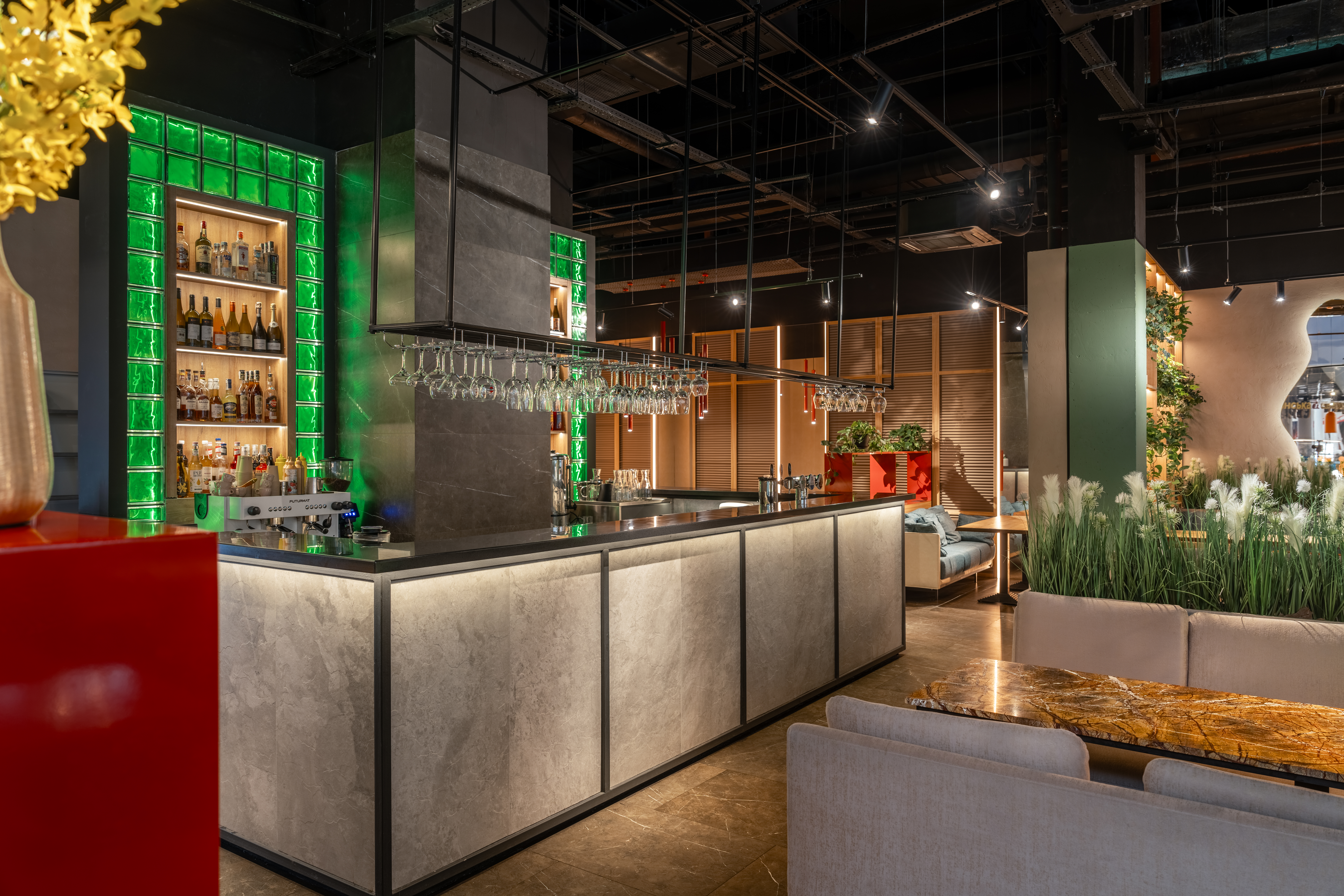

Євразія — це мережа ресторанів японської та європейської кухні. В асортименті ресторанів роли, суші, сашімі, нігірі суші, страви європейської кухні (супи, салати, бургери, піца, паста та інше), японські та класичні десерти, холодні та гарячі напої, дитяче меню, алкогольні та безалкогольні коктейлі, а також меню сніданків та бізнес-ланчів з можливістю конструктора із запропонованих страв. Також Євразія відома своїм караоке та дитячими кімнатами.
З початку повномасштабного вторгнення створено Благодійний Фонд "Євразія"
Фонд створений мережею ресторанів "Євразія". В першу чергу діяльність фонду забезпечується власними коштами. Ми допомагаємо як підрозділам ЗСУ, в яких служать співробітники компанії так і іншим кращим людям України, по запиту. Закуповуємо обладнання, дрони, РЕБ та одяг.
За цей час передано та закуплено на суму більше ніж 12 000 000 грн.

## Історія
Перший ресторан мережі Євразія відкрився у Києві у 2007 році в ТЦ «Плазма».
У прийдешні роки були відкриті наступні ресторани в місті Київ:
- 2007 — пр-т С. Бандери 20б
- 2010 — вул. Гетьмана Павла Скоропадського 11/61, вул. Рогнідинська 5/14, вул. Лютеранська 3
- 2011 — вул. Велика Васильківська 88, б. Лесі Українки 19, пр-т Берестейський 45, пр-т Берестейський 84в, вул. Вільямса 5
- 2012 — пров. Микільський 25/1, пр-т Маяковського 5в, вул. Дмитріївська 2а, вул. Антоновича 176, вул. Ярославів Вал, 8
- 2013 — Бесарабська площа, 2, пр-т Григоренка 22/20, вул. Межигірська 15/35д
- 2016 — вул. Драгоманова 40г, пр. Маяковського 44а, місто Вишневе, вул. Святошинська 27е
- 2017 — вул. Раїси Окіпної 3
- 2019 — пр-т Оболонський 19
- 2020 — ТРЦ Retroville, Київ (не працював з березня 2022 по серпень 2023 внаслідок російського ракетного бомбардування ТРЦ).[6]
- 2023 — вул. Миколайчука, 15А (Точка видачі)[7]
- 2024 — м. Ірпінь, вул. Університетська, 3/7 (Точка видачі)[8]

У 2014 році вперше на українському ринку запропонували послугу замовлення «з собою».
З 2016 року мережа співпрацює з благодійним фондом «Життєлюб», готуючи безкоштовні продуктові набори для людей літнього віку.
Компанія матеріально підтримує школу-інтернат в місті Боярка.
У 2017 році компанія розірвала зв'язки з російськими правовласниками бренду Євразія.
У 2022 році, під час активних бойових дій в Києві та Київській області, мережа надавала харчі та готувала для блокпостів, ТрО, Печерського військового госпіталю, підрозділів СБУ, Охматдиту, переселенців та малозабезпечених громадян.
Станом на 2022 рік у Києві нараховується 19 ресторанів.
Євразія є спонсором низки спортивних подій, серед яких «Nova Poshta Kyiv Half Marathon», «Wizz Air Kyiv City Marathon», «INTERSPORT RUN UA», «RACE NATION», турнір з футболу «Кубок Незалежності».
У 2018 та 2019 роках мережа ресторанів стала спонсором низки студентських заходів «ЛІГА СМІХУ КПІ».
Мережа є членом Української Ресторанної Асоціації.
У травні цього року в мережі ресторанів Євразія було розроблено меню «Підтримаємо ЗСУ разом», з кожної страви якого перераховують від 10 до 50 грн на потреби ЗСУ. Станом на 31 жовтня 2022 вже зібрано та перераховано 2 001 730 грн.
У 2023 році «Євразія» та благодійний фонд «Життєлюб» об'єднуються для проєкту «Смак життя». Завдяки йому вимушені переселенці, що звертаються за підтримкою до Центру підтримки «Життєлюб піклується», отримують сертифікат. Ці сертифікати можна використати в ресторанах мережі Євразія: обрати з меню ланчу те, що до вподоби, провести час з рідними та друзями. Й зрештою відчути його — той самий смак життя.
Компанія Євразія на постійній основі співпрацює з будівельним батальйоном «Добробат», щотижня готуючи смачні та ситні обіди для добровольців, які відновлюють пошкоджені будівлі та розбирають завали.
«Євразія» повернулася в ТРЦ Retroville. У березні 2022 року приміщення було зруйноване внаслідок ракетної атаки Росії, проте завдяки ентузіазму команди роботу вдалося відновити.
У ТРЦ Respublika Park відкрили ресторан мережі «Євразія», він розташований на третьому поверсі торговельного центру. Як і в інших закладах мережі, тут діятиме знижка 25% на замовлення з собою і 25% на день народження.
"Попри війну «Євразія» розвивається та розширюється – ми годуємо, піклуємося, допомагаємо, наближаємо перемогу" – компанія «Євразія»
Стали «Вибором країни», підтримали ЗСУ й запустили власний фонд: «Євразія» підсумовує 2023 рік
Мережа ресторанів «Євразія» стала синонімом якості та різноманітності в Україні, поєднуючи в своєму меню найкращі страви японської та європейської кухонь.
- 2012 —  Бренд року
- 2014 —  Фаворит успіху[30]
- 2015 —  Народна премія[31]
- 2018 —  Компанія року[3]
- 2023 - Вибір країни[28]